# Liste des voies rapides de la Bulgarie

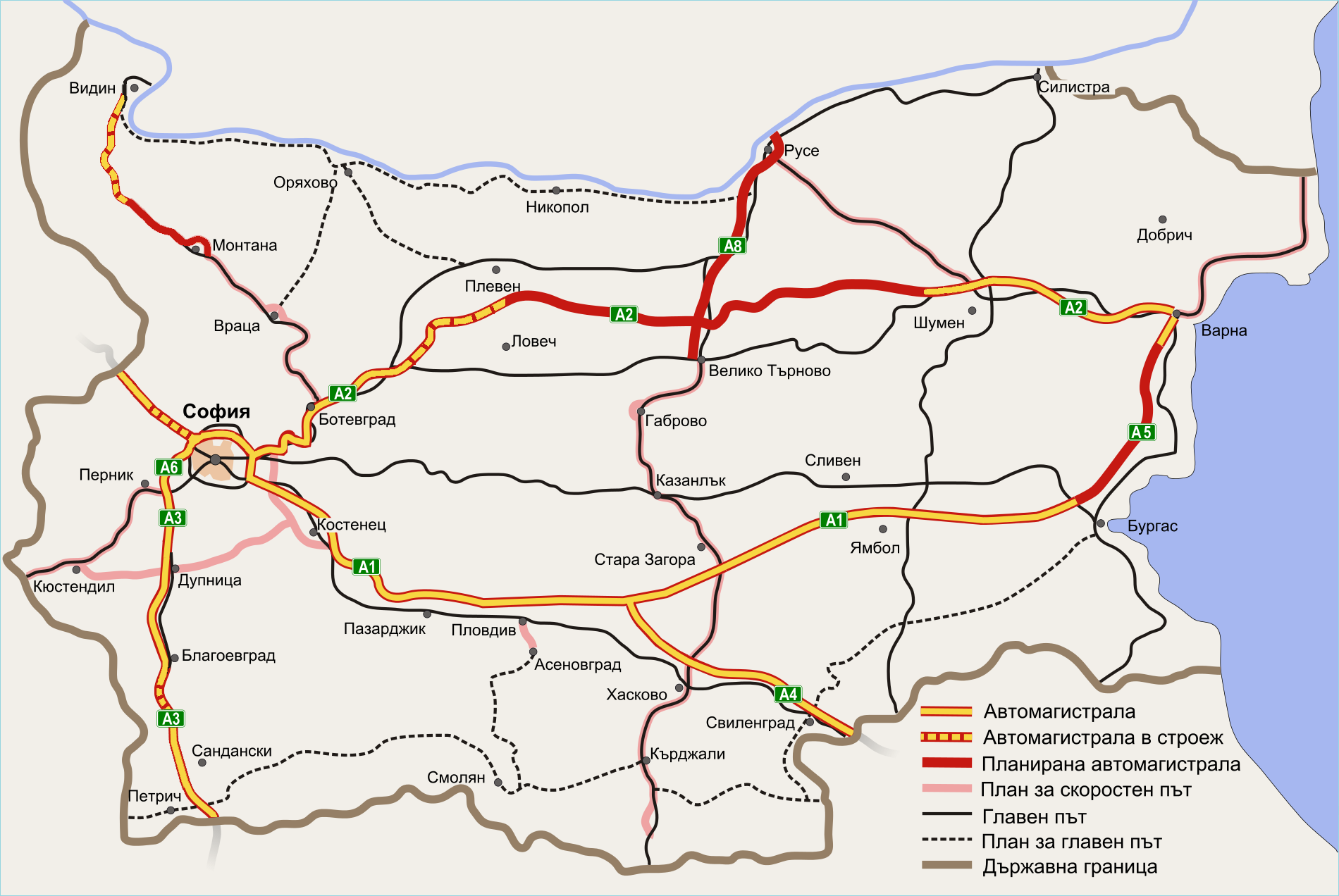
Ci dessous une carte des réseaux routiers bulgares (en rose les voies rapides en constructions).

Les voies rapides sont une catégorie de routes apparue en Bulgarie en 2010 et qui vise à accélérer la construction de routes rapides mais à moindre coût. Tout comme les autoroutes, elles sont spécialement aménagées et réservées pour la circulation des véhicules terrestres à moteur pouvant circuler à des vitesses élevées ; mais elles s'en différencient par :
- le remplacement des bandes d'arrêt d'urgence par des crash pads ;
- la connexion avec les territoires adjacents se fait via une voie locale ;
- la vitesse maximale autorisée est de 120 km/h au lieu de 140 km/h.

## Histoire
Après la chute du communisme la Bulgarie a pris un grand retard sur la construction de ses autoroutes. Il a fallu attendre 2009 pour que la construction des autoroutes prenne une importance pour le gouvernement. En 2010, le gouvernement a présenté un plan de construction de 7 voies rapides, en plus des 7 autoroutes prévues.
Début 2016, la stratégie 2010 a subi des changements importants : certaines voies ont été requalifiées en autoroutes, comme la route Roussé - Veliko Tarnovo - tandis que d'autres projets de voies ont été abandonnés.

## Paiement
L'usager souhaitant utiliser le réseau autoroutier bulgare doit acheter une vignette pour les véhicules jusqu’à 3,5 t. Pour les véhicules au-delà de 3,5 t, une taxe basée sur la distance parcourue devra être payée. Les vignettes sont disponibles dans les stations services, aux abords des frontières, par internet sur le site "BG TOLL" ou sur l'application mobile "BG TOLL" pour Android et "BG TOLL" pour iOS
Le contrôle des vignettes s'effectue grâce à des caméras fixes et des patrouilles mobiles.

## Liste des voies rapides
| Voies rapides        | |                 |                |                |                 |          |              |
| Symbole              | Parcours                                                                                               | Longueur totale | Mis en service | Mis en service | En construction | Planifié | Informations |
| 1                    | Sofia, Pernik, Radomir, Kustendil, Guéchèvo                                                            | 85 km           | 17 km          | 20%            |                 |          | -            |
| 2                    | Vidin, Montana, Vratsa, Mezdra, A2 - Botevgrad                                                         | 204 km          | 28 km          | 13,86%         |                 |          | -            |
| 3                    | Veliko Tarnovo, Gabrovo, Kazanlak, Stara Zagora, Dimitrovgrad, Haskovo, Kardjali, Momtchilgrad, Makaza | 260 km          | 0 km           | 0%             |                 |          | -            |
| 4                    | Chirpan, Baltchik, Kavarna Dourankoulak                                                                | 110 km          | 13 km          | 11,81%         |                 |          | -            |
| 5                    | Roussé, Razgrad                                                                                        | 105 km          | 10 km          | 9,0%           |                 |          | -            |
| 6                    | Plovdiv, Assénovgrad Smolyan                                                                           | 25 km           | 10 km          | 40%            |                 |          | -            |
| 7                    | Bourgas - Tchérnomorèts                                                                                | 25 km           | 25 km          | 100 %          |                 |          | -            |
| 8                    | Bourgas, Pomorié, Aheloy, Ravda                                                                        | 18 km           | 18 km          | 100 %          |                 |          | -            |
| Total des autoroutes | Total des autoroutes                                                                                   | - km            | - km           | - %            | - km            | - km     |              |